# Sissel Grude
Sissel Grude (* 17. Februar 1967 in Ålgård) ist eine ehemalige norwegische Fußballspielerin und Nationalspielerin.

## Karriere

### Vereine
Grude spielte zunächst bis zum Alter von 17 Jahren für den in ihrem Geburtsort ansässigen Ålgård FK. Mit Gründung einer ersten Liga im Jahr 1984, unterteilt in den Gruppen West-, Ost- und Zentralnorwegen, in denen die Gruppensieger in einer Endrunde den Meister zu ermittelten hatten, schloss sie sich in Klepp – in der Provinz Rogaland – dem dort ansässigen und in der Gruppe Westnorwegen spielenden Klepp IL an, für den sie bis 1989 in der 1. Divisjon aktiv gewesen ist. Am Ende der Spielzeit 1987 gewann sie mit ihrer Mannschaft die Meisterschaft, zu der sie mit zwölf Toren beigetragen hatte. Zwei Jahre später gewann sie mit ihrer Mannschaft das Finale um den nationalen Vereinspokal. Beim 2:1-Sieg über Trondheims-Ørn SK erzielte sie beide Tore.
Mit dem Ende der Spielzeit 1989 zog sie sich im Alter von 22 Jahren vom Fußball zurück. Im Jahr 2011 kehrte sie als Trainerin zum Klepp IL zurück und konzentrierte sich auf das Training der Stürmerinnen. Ein einziges Mal spielte sie dann auch für die Zweite Mannschaft.

### Nationalmannschaft
Grude bestritt 14 Länderspiele für die A-Nationalmannschaft, in denen sie neun Tore erzielte. Sie gehörte der Mannschaft an, die am FIFA-Frauen-Einladungsturnier 1988, das vom 1. bis 12. Juni 1988 in der Volksrepublik China stattfand, teilgenommen hatte. Ihr A-Länderspieldebüt gab sie am 8. Juni in der Viertelfinalbegegnung mit der US-amerikanischen Nationalmannschaft, die mit 1:0 in Panyu gewonnen wurde; sie wurde in der 71. Minute für Linda Medalen eingewechselt. Die zwei Tage später an selber Stätte gegen die Nationalmannschaft Brasiliens ausgetragene Halbfinalbegegnung wurde mit 2:1 gewonnen. Das am 12. Juni im Tianhe-Stadion von Guangzhou ausgetragene Finale um den Turniersieg gegen die Nationalmannschaft Schwedens wurde durch das 1:0-Siegtor von Linda Medalen in der 58. Minute zugunsten Norwegens entschieden.
Des Weiteren kam sie am 4. und 18. September 1988 im fünften und sechsten Spiel der EM-Qualifikationsgruppe 1 bei der 2:3-Niederlage gegen die Nationalmannschaft Dänemarks und beim 3:1-Sieg über die Nationalmannschaft Englands zum Einsatz, wie auch in den beiden am 22. Oktober und 5. November gegen die Nationalmannschaft der Niederlande ausgetragenen Viertelfinalspielen, in denen ihr jeweils ein Tor gelang. Da beide Spiele mit 2:1 und 3:0 gewonnen wurden, nahm sie an der vom 28. Juni bis 2. Juli 1989 in Deutschland ausgetragenen Endrunde um die Europameisterschaft teil. Beim 2:1-Halbfinalsieg über die Nationalmannschaft Schwedens, in dem sie mit dem Treffer zum 2:0 in der 52. Minute beigetragen hatte, gelangte sie mit ihrer Mannschaft ins Finale. Auch in diesem erzielte sie ein Tor, das einzige ihrer Mannschaft bei der 1:4-Niederlage gegen die Nationalmannschaft Deutschlands. Da in diesem Finale Ursula Lohn zwei Tore (zum 1:0 in der 22. und zum 2:0 in der 36. Minute) erzielt hatte, wurden beide gemeinsam Torschützenkönige des Turniers.

## Erfolge
Nationalmannschaft
- Finalist Europameisterschaft 1989
- Torschützenkönigin Europameisterschaft 1989 (2 Tore)
- Sieger FIFA Einladungsturnier 1988

Klepp IL
- Norwegischer Meister 1987
- Norwegischer Pokal-Sieger 1989